# Bump.y
 (septembre 2013).
Si vous disposez d'ouvrages ou d'articles de référence ou si vous connaissez des sites web de qualité traitant du thème abordé ici, merci de compléter l'article en donnant les références utiles à sa vérifiabilité et en les liant à la section « Notes et références ».
bump.y (バンピー) est un groupe féminin de J-pop, composé d'idoles japonaises et qui a débuté en 2009 et dissous en 2014. Il fut composé de 5 idoles dont deux sœurs, Matsuri Miyatake et Mio Miyatake.
Le label dans lequel le groupe a récemment enregistré des chansons était Pony Canyon dans le cadre de l'agence Sweet Power. Le groupe enregistrait des chansons sous Sony Records de 2010 jusqu'en 2012.

## Histoire
Le nom du groupe est un acronyme avec chaque mot représentant un membre. L'acronyme est Brillant (Takatsuki), Ultra (Matsuri Miyatake), Miracle (Matsuyama), Power (Sakuraba), Youthful (Mio Miyatake). L'objectif du groupe est d'être "actrice-chanteuses". bump.y fait ses débuts en 2009 avec le "bump.y de drama net SCT", puis avec un album de reprises intitulé Sweet Hits☆.
Hikari Kikuzato a effectué sa graduation en mars 2010.
Les bump.y ont fait leurs débuts avec le single Voice sorti en août 2010.
Le groupe d’idoles donne son 1er concert bump.y jumpy Live ~Super Unit Kansai Hatsy Jouriku!~ (〜スーパーユニット関西初上陸!〜) au cours du même mois.
Les membres ont animé plusieurs émissions de radio : bump.y no Oshiete! Juui-san (bump.yの教えて!獣医さん), Hop! Step! bump.y (ホップ! ステップ! bump.y), bump.y Radio, bump.y no Five Stars☆. Elles présentent aussi des émissions TV de divertissement telles que bump.y Jump!!!!! en 2011 et Happy bump.y!!!! en 2012.
En 2014, le groupe annonce sa dissolution. La remise de diplôme des membres a lieu en juin 2014. Les filles se consacrent désormais à leurs carrières d’actrices.

## Membres

### Membres actuels
- Meari Matsuyama (松山メアリ, Matsuyama Meari?), née le 2 septembre 1991 (33 ans) – Leader
- Nanami Sakuraba (桜庭ななみ, Sakuraba Nanami?), née le 17 octobre 1992 (32 ans)
- Mio Miyatake (宮武美桜, Miyatake Mio?), née le 11 mai 1996 (28 ans)
- Sara Takatsuki (高月彩良, Takatsuki Sara?), née le 10 août 1997 (27 ans)
- Matsuri Miyatake (宮武祭, Miyatake Matsuri?), née le 1er juin 1999 (25 ans)

### Ex-membre
- Hikari Kikuzato (菊里ひかり, Kikuzato Hikari?), née le 17 juillet 1993 (31 ans)

## Discographie

### Albums
Album de reprises
1. 25 novembre 2009 – Sweet Hits☆

Albums studio
1. 21 mars 2012 - happy!lucky!bump.y!
2. 18 décembre 2013 - pinpoint

### Singles
Single numérique
1. 1er juin 2011 - Smileflower

Singles physiques
1. 25 août 2010 – voice
2. 24 novembre 2010 – Futari no Hoshi ~Hanarete Itemo~ (2人の星〜離れていても〜?)
3. 2 mars 2011 – Sotsugyō Made ni… (卒業までに…?)
4. 10 août 2011 – Kiss!
5. 20 juin 2012 – Gotta Getcha ~Gara Geccha~ (ガラゲッチャ〜GOTTA GETCHA〜?)
6. 16 janvier 2013 – Cosmo no Hitomi (COSMOの瞳?)
7. 24 juillet 2013 - SAVAGE HEAVEN

## DVD
1. 17 mars 2010 - TBS Original Net Dorama bump.y (TBSオリジナルネットドラマ　bump.y)
2. 21 juillet 2010 - Kaidan Shin Mimi Fukuro Hyaku Monogatari (怪談新耳袋　百物語)
3. 7 décembre 2010 - bump.y JUMP!!!!! vol.1
4. 7 décembre 2011 - bump.y JUMP!!!!! vol.2
5. 21 mars 2012 - bump.y JUMP!!!!! vol.3
6. 21 mars 2012 - bump.y JUMP!!!!! vol.4

## Photobooks
- 1er juillet 2010 – bump.y